# Falk Island
Falk Island – niezamieszkana wyspa w Zatoce Frobishera, w Archipelagu Arktycznym, w regionie Qikiqtaaluk, na terytorium Nunavut, w Kanadzie. W pobliżu Falk Island położone są wyspy: Brook Island, Brigus Island, Fletcher Island, Gay Island i Smith Island.